# Frankizm

Flaga Państwa Hiszpańskiego w latach 1945–1977

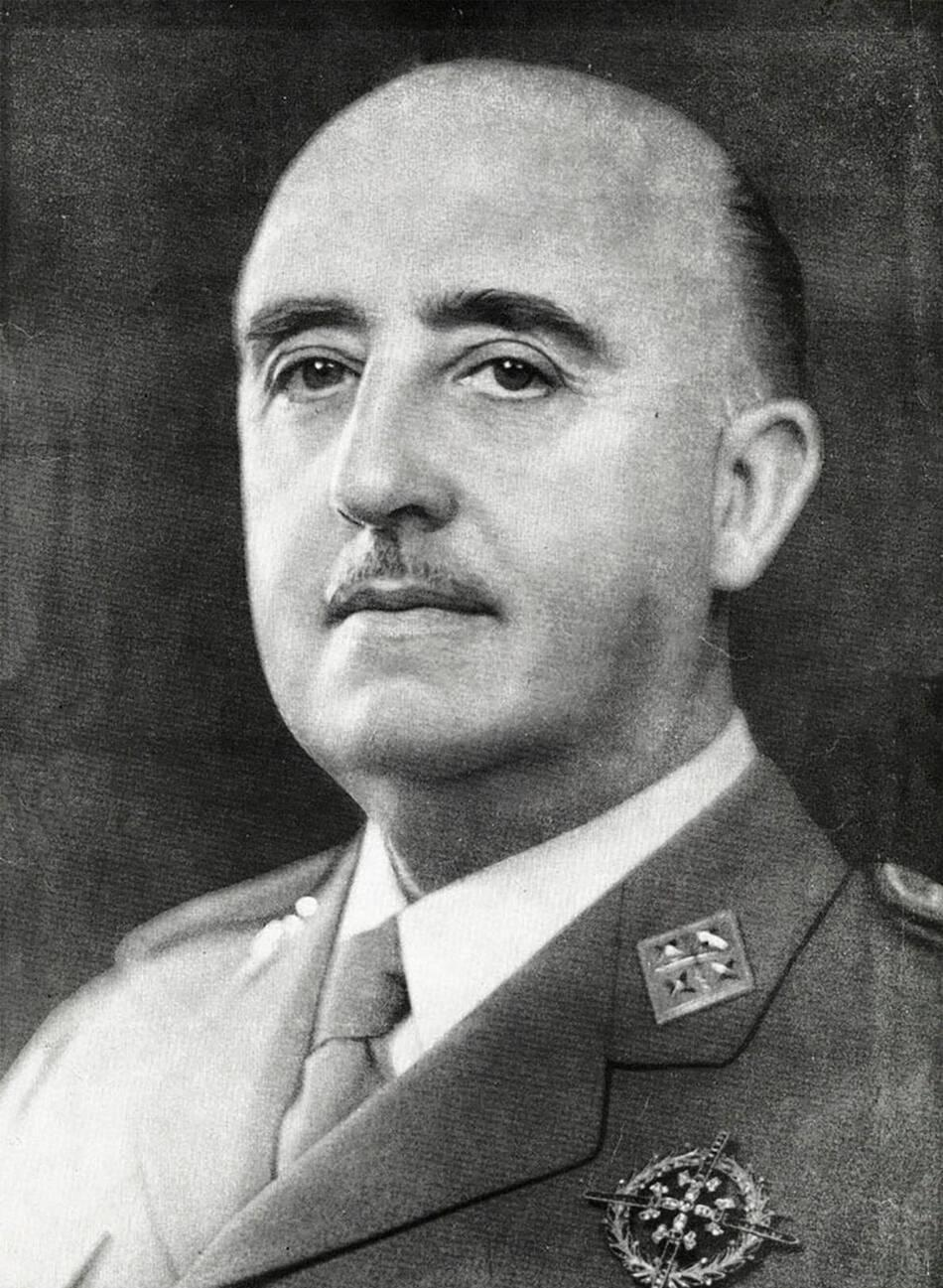
Francisco Franco

Frankizm – doktryna polityczna i społeczna wywodząca się od hiszpańskiego wojskowego i dyktatora Francisca Franco, czerpiąca z ideologii faszystowskiej i przez dużą część badaczy klasyfikowana jako hiszpańska gałąź tej ideologii, choć nie przez wszystkich. Rządy frankistowskie zakończyły się w 1975 w momencie rozpoczęcia transformacji ustrojowej w Hiszpanii.

## Cechy frankizmu
Istotnymi składnikami frankizmu były:
- centralizm jako sposób utrzymywania władzy, mniejszości narodowe nie mogły posługiwać się językami narodowymi, a używanie flag narodowych było karane[8],
- korporacjonizm jako sposób organizacji społeczeństwa,
- nacjonalizm, objawiający się w polityce wewnętrznej jako podporządkowanie życia społecznego państwu i w polityce zagranicznej jako idea hispanidad,
- wynikający z tradycyjnej nauki katolickiej konsekwentny antykomunizm, a w rzeczywistości fizyczne zwalczanie wszystkich ruchów lewicowych[9],
- klerykalizm, zachowanie przywilejów jakimi cieszył się kler katolicki, kontrola życia religijnego poprzez cenzurę prasy, kodeks karny, „czystkę” w edukacji po przejęciu przez frankistów władzy[10][11][12],
- autorytaryzm – istotnym składnikiem była osobista, dyktatorska władza generała Franco jako Szefa Państwa Hiszpanii i Wodza Krucjaty Antykomunistycznej (tytulatura oficjalna), w ślad za czym szła oficjalna monopartyjność,
- monarchizm, odwołujący się do tradycji Królów Katolickich i imperialnych czasów Hiszpanii,
- pragmatyzm w rządzeniu – osobiste sprawowanie władzy umożliwiało generałowi Franco dostosowywanie praktyki swych rządów do aktualnej sytuacji, zwłaszcza międzynarodowej.

W polityce wewnętrznej reżim generała Franco przede wszystkim zwalczał wszelkie ruchy komunistyczne i socjalistyczne, nie cofając się przed najostrzejszymi środkami. Przeciwdziałał wszelkim ruchom autonomistycznym. Państwo Hiszpańskie stało się państwem ściśle unitarnym, a Katalonię i Kraj Basków na pewien czas objęto specjalnym statusem okupacyjnym. Generał Franco rządził osobiście – mimo iż był monarchistą, nie zdecydował się na przywrócenie monarchii. Miała być ona wprowadzona na nowo (instaurada, a nie restaurada) dopiero po jego śmierci. W życiu gospodarczym Hiszpanii frankistowskiej z początku dominował szeroki interwencjonizm państwowy. W obliczu coraz słabszych wyników gospodarczych w latach 60. XX wieku nastąpił zwrot ku gospodarce zdecydowanie wolnorynkowej (hiszpański cud gospodarczy).
Polityka zagraniczna frankistowskiej Hiszpanii była przede wszystkim pochodną frankistowskiego radykalnego antykomunizmu. W latach wojny domowej oddziały nacjonalistów korzystały z wojskowej pomocy Włoch i Niemiec. Podczas II wojny światowej Hiszpania zachowywała dogodną dla aliantów neutralność i mimo niemieckich nacisków nie przystąpiła do wojny po stronie Osi. W ramach „antybolszewickiej krucjaty” jednostki hiszpańskich ochotników („Błękitna Dywizja”, później „Błękitny Legion”) walczyły ramię w ramię z wojskami niemieckimi (i wielu innych państw Europy) przeciwko Związkowi Radzieckiemu. W latach zimnej wojny frankistowska Hiszpania współpracowała wojskowo i politycznie ze Stanami Zjednoczonymi, pozostając jednak poza NATO. Jednym z priorytetów, wynikającym z idei hispanidad, były również dobre stosunki z krajami kręgu kultury iberyjskiej.